# Sainte-Croix-Hague

Sainte-Croix-Hague este o comună în departamentul Manche, Franța. În 1 ianuarie 2018 avea o populație de 779 de locuitori.